# Gaetano Arezzo della Targia
Gaetano Arezzo (Siracusa, 31 luglio 1911 – Malta, 15 dicembre 1942) è stato un militare italiano, barone della Targia, ufficiale e comandante di sommergibile, caduto durante la seconda guerra mondiale, insignito di una medaglia di bronzo al valor militare, di una medaglia d'argento al valor militare e di una alla memoria. Nella città di Siracusa gli è stata dedicata la scuola superiore che insegna la scienza nautica: l'Istituto Tecnico Nautico G. Arezzo della Targia.

## Biografia
Gaetano nacque a Siracusa, sua madre Paola Lawestein e suo padre Giambattista Arezzo erano baroni della Targia, località sita a nord di Siracusa. Si diplomò presso il liceo classico "Gargallo" della città e nel 1927 fu ammesso alla Regia Accademia Navale di Livorno. Uscito dall'Accademia venne nominato guardiamarina e dopo quattro anni fu promosso al grado di tenente di vascello imbarcando sulla nave appoggio Antonio Pacinotti il 18 maggio 1936.
Tra i suoi incarichi da tenente di vascello c'è da ricordare quello da direttore di tiro sul cacciatorpediniere Nicoloso Da Recco dal 30 novembre 1938.
Passò poi sui sommergibili. Il suo primo incarico sui battelli fu sul Regio sottomarino Medusa, unità addestrativa di base a Pola.
Il 30 gennaio del 1942 il Medusa fu attaccato dal sommergibile inglese HMS Thorn, il quale riuscì a colpire l'unità italiana con un siluro il cui colpo risultò fatale: Gaetano Arezzo si trovava sul ponte con altri ufficiali e venne sbalzato in mare, riportando ferite al piede, all'occhio e alla spalla; si prodigò per cercare di salvare i suoi compagni, annaspavano con lui in mare il comandante Enrico Bertarelli, che scomparve tra i flutti, e i guardamarina Firpo e Fei. Arezzo in seguito risulturà uno dei due soli sopravvissuti di quel 30 gennaio.

Il sommergibile Uarsciek

Dopo la convalescenza, il 21 giugno ottenne l'incarico di comandante del Regio sommergibile classe 600 serie Adua Uarsciek, partecipando a diverse missioni.
L'11 dicembre del '42 arrivò l'ordine di perlustrare le acque limitrofe di Malta poiché sarebbe dovuto passare un importante convoglio, la motovane italiana Foscolo diretta a Tripoli, e il battello italiano salpò da Augusta. L'isola di Malta era il principale luogo dal quale partivano le offensive inglesi. Il compito di Arezzo era quindi offensivo verso sud, nelle acque maltesi.
L'Uarsciek venne però individuato dai britannici alle ore 3:00 del 15 dicembre. Ciò che viene sottolineato nei resoconti è che il comandante Gaetano Arezzo quella notte era febbricitante, ma che rimase ugualmente al suo posto: subito diede l'ordine di lanciare due siluri, ma mancarono l'obiettivo, allora diede l'ordine di immersione. Il battello scese troppo velocemente e l'equipaggio udì sinistri scoppi, con urgenza quindi l'Uarsciek riemerse, scoprendo la sua posizione al nemico che con le unità leggere lo attaccò. I cacciatorpediniere Petard (inglese) e Vasilissa Olga (greco) mitragliarono la coperta e la torretta, uccidendo in maniera subitanea il comandante Arezzo, l'ufficiale in seconda stv Remigio Dapiran e il nostromo capo Ilario Mazzotti. Quindici altri membri dell'equipaggio vennero uccisi dagli inglesi e il sommergibile, rimorchiato in un primo momento, alla fine affondò il 15 dicembre del 1942, alle ore 11:33, nelle acque di Malta.